# Newstead, North Lincolnshire
Newstead var en civil parish från 1858 till 1936 då den blev en del av Cadney, i grevskapet Lincolnshire, i England. Civil parish var belägen 12 km från Scunthorpe och hade 32 invånare år 1931.